# Championnats d'Afrique d'athlétisme 2000
Navigation
Les 12es Championnats d'Afrique d'athlétisme ont eu lieu du 12 au 15 juillet 2000 au Stade du 5-Juillet-1962 d'Alger, en Algérie. La compétition, organisée par la Confédération africaine d'athlétisme, réunit 411 athlètes issus de 43 pays.

## Résultats

### Hommes
| 100 m | Aziz Zakari 10 s 13                                                               | Stéphan Buckland 10 s 20                                                           | Kenneth Andam 10 s 33                                                                  |
| 200 m | Aziz Zakari 20 s 23                                                               | Joseph Batangdon 20 s 31 (NR)                                                      | Oumar Loum 20 s 76                                                                     |
| 400 m | Éric Milazar 45 s 62                                                              | Malik Louahla 45 s 78                                                              | Sofiane Labidi 45 s 81                                                                 |
| 800 m | Djabir Saïd-Guerni 1 min 45 s 88                                                  | Mbulaeni Mulaudzi 1 min 46 s 28                                                    | Mouhssin Chehibi 1 min 46 s 47                                                         |
| 1 500 m | Youssef Baba 3 min 42 s 07                                                        | Adil Kaouch 3 min 42 s 53                                                          | Mohamed Khaldi 3 min 42 s 77                                                           |
| 5 000 m | Ali Saïdi Sief 13 min 26 s 86                                                     | Saïd Bérioui 13 min 31 s 75                                                        | Mohamed Saïd El Wardi 13 min 30 s 01                                                   |
| 10 000 m | Abraha Hadush 28 min 40 s 51                                                      | Dejene Berhanu 28 min 41 s 11                                                      | Kamel Kohil 28 min 48 s 98                                                             |
| 3 000 m steeple | Lotfi Turki 8 min 33 s 29                                                         | Laïd Bessou 8 min 35 s 89                                                          | David Chepkisa 8 min 39 s 00                                                           |
| 110 m haies | Joseph-Berlioz Randriamihaja 13 s 99                                              | Doudou Félou Sow 14 s 38                                                           | Toufik Dahmani 15 s 10                                                                 |
| 400 m haies | Sylvester Omodiale 49 s 81                                                        | Jean-Dominique Dième 50 s 29                                                       | Yvon Rakotoarimiandry 50 s 39                                                          |
| 20 km marche | Hatem Ghoula 1 h 25 min 38 s                                                      | Moussa Aouanouk 1 h 25 min 42 s                                                    | Merzak Abbès 1 h 32 min 37 s                                                           |
| 4 × 100 m | Ghana Abu Duah Kenneth Andam Harry Adu-Mfum Aziz Zakari 39 s 90                   | Maurice Arnaud Casquette Eric Milazar Fernando Augustin Stephane Buckland 40 s 07  | Gabon Lueyi Dovy Charles Tayot Yvan Duboze Antoine Boussombo 40 s 53                   |
| 4 × 400 m | Algérie Malik Louahla Adem Hecini Kamel Talhaodi Djabir Saïd-Guerni 3 min 05 s 45 | Botswana Lulu Basinyi Otukile Lekote Agripa Matsameko Johnson Kubisa 3 min 06 s 07 | Sénégal Youssoupha Sarr Hachim Ndiaye Jean-Dominique Dieme Ousmane Niang 3 min 06 s 53 |
| Saut en hauteur | Abderrahmane Hammad 2,34 m (CR)                                                   | Malcolm Hendriks 2,20 m                                                            | Eugène Ernesta 2,20 m (NR)                                                             |
| Saut à la perche | Rafik Mefti 5,00 m                                                                | Karim Sène 4,80 m                                                                  | Mohamed Benyahia 4,65 m                                                                |
| Saut en longueur | Younès Moudrik 8,34 m                                                             | Hatem Mersal 7,90 m                                                                | Mehdi El Ghazouani 7,88 m                                                              |
| Triple saut | Andrew Owusu 16,69 m                                                              | Samuel Okantey 16,69 m                                                             | Olivier Sanou 16,31 m                                                                  |
| Lancer du poids | Chima Ugwu 19,02 m                                                                | John Sullivan 17,46 m                                                              | Hicham Aïtaha 16,91 m                                                                  |
| Lancer du disque | Frits Potgieter 60,35 m                                                           | Mickael Conjungo 59,58 m                                                           | Chima Ugwu 57,91 m                                                                     |
| Lancer du marteau | Samir Haouam 69,38 m                                                              | Mohamed Karim Horchani 63,68 m                                                     | Yamen Hussein Abdel Moneim 63,71 m                                                     |
| Lancer du javelot | Maher Ridane 72,51 m                                                              | Khaled Es Sayed Yassin 72,01 m                                                     | Walid Abderrazak Mohamed 71,67 m                                                       |
| Décathlon | Rédouane Youcef 7 129 points                                                      | Mada Ndiaye 6 981 points                                                           | Adil Chakri 6 715 points                                                               |
| Records et Performances - AR : Record continental (area record) - CR : Record des championnats (championship record) - MR : Record du meeting (meet record) - NR : Record national (national record) - OR : Record olympique (olympic record) - PR : Record paralympique (paralympic record) - PB : Record personnel (personal best) - SB : Meilleure performance personnelle de la saison (season's best) - WL : Meilleure performance mondiale de l'année (world leader) - WJR : Record du monde junior (world junior record) - WR : Record du monde (world record) Circonstances et Conditions - DNF : N'a pas terminé (did not finish) - DNS : N'a pas pris le départ (did not start) - DQ : Disqualification (disqualification) - NM : Aucun essai valable enregistré (No Mark) - Q : Qualifié « directement » au prochain tour (ou à la prochaine compétition), lors d'une compétition majeure, grâce au classement ou à la réalisation des minima (automatic qualifier) - q : Qualifié au prochain tour (ou à la prochaine compétition), lors d'une compétition majeure, grâce au repêchage ou à la réalisation de l'une des meilleures performances parmi celles des « non qualifiés directement » (grâce au meilleur temps ou à la meilleure distance par exemple) (secondary qualifier) |                                                                                   |                                                                                    |                                                                                        |

### Femmes
| 100 m | Myriam Léonie Mani 11 s 21                                                        | Aïda Diop 11 s 46                                                          | Monica Twum 11 s 47                                                                        |
| 200 m | Myriam Léonie Mani 22 s 54                                                        | Aïda Diop 23 s 01                                                          | Fatima Yusuf 23 s 27                                                                       |
| 400 m | Claudine Komgang 51 s 35                                                          | Mireille Nguimgo 51 s 81                                                   | Kaltouma Nadjina 52 s 27                                                                   |
| 800 m | Hasna Benhassi 1 min 59 s 01                                                      | Nouria Benida-Merah 1 min 59 s 73                                          | Gladys Wamuyu 2 min 00 s 32                                                                |
| 1 500 m | Nouria Benida-Merah 4 min 16 s 14                                                 | Gladys Wamuyu 4 min 16 s 56                                                | Berhane Hirpassa 4 min 16 s 87                                                             |
| 5 000 m | Asmae Leghzaoui 15 min 43 s 46                                                    | Meseret Defar 15 min 49 s 86                                               | Merima Denboba 15 min 53 s 68                                                              |
| 10 000 m | Souad Aït Salem 34 min 02 s 28                                                    | Genet Teka 34 min 05 s 18                                                  | Bouchra Chaabi 34 min 08 s 79                                                              |
| 100 m haies | Glory Alozie 13 s 09                                                              | Lalanirina Rosa Rakotozafy 13 s 21                                         | Maria-Joëlle Conjungo 13 s 77                                                              |
| 400 m haies | Mame Tacko Diouf 57 s 48                                                          | Gnima Touré 58 s 96                                                        | Nabila Jami 62 s 45                                                                        |
| 10 km marche | Bahia Boussad 49 min 33 s                                                         | Nagwa Ibrahim Ali 50 min 15 s                                              | Dounia Kara 50 min 55 s                                                                    |
| 4 × 100 m | Ghana Helena Amoako Monica Twum Veronica Bawuah Vida Anim 43 s 99                 | Sénégal Bintou N'Diaye Aminata Diouf Tacko Diouf Aïda Diop 44 s 62         | Cameroun Françoise Mbango Etone Claudine Komgang Hortense Bewouda Mireille Nguimgo 46 s 97 |
| 4 × 400 m | Cameroun Mireille Nguimgo Hortense Bewouda Claudine Komgang Myriam Mani 3:32 s 89 | Maroc Bouchra Zboured Samira Raif Hasna Benhassi Soumiya Laabani 3:42 s 91 | Algérie Amel Baraket Hadjira Sifouani Nahida Touhami Khadija Touati 3:51 s 01              |
| Saut en hauteur | Hind Bounouar 1,75 m                                                              | Amina Lemgherbi 1,70 m                                                     | Hamida Benhocine 1,70 m                                                                    |
| Saut à la perche | Syrine Balti 3,85 m                                                               | Annelie van Wyk 3,80 m                                                     | Rasha Abdel Khalek 3,10 m                                                                  |
| Saut en longueur | Kéné Ndoye 6,39 m                                                                 | Elisa Cossa 6,20 m                                                         | Béryl Laramé 6,18 m                                                                        |
| Triple saut | Baya Rahouli 14,23 m                                                              | Françoise Mbango Etone 13,87 m                                             | Kéné Ndoye 13,81 m                                                                         |
| Lancer du poids | Hanaa Salah El Melegi 16,01 m                                                     | Amel Ben Khaled 15,39 m                                                    | Wafa Ismail El Baghdadi 14,97 m                                                            |
| Lancer du disque | Monia Kari 58,46 m                                                                | Ndoumbé Gaye 50,81 m                                                       | Felicia Nkiru Ojiego 49,65 m                                                               |
| Lancer du marteau | Caroline Fournier 59,60 m                                                         | Marwa Hussein 57,15 m                                                      | Djida Yalloulène 49,72 m                                                                   |
| Lancer du javelot | Aïda Sellam 53,35 m                                                               | Lindy Leveaux 50,88 m                                                      | Hanaa Salah El Melegi 42,31 m                                                              |
| Heptathlon | Yasmina Kettab 5 837 points                                                       | Maralize Fouché 5 726 points                                               | Patience Itanyi 5 611 points                                                               |
| Records et Performances - AR : Record continental (area record) - CR : Record des championnats (championship record) - MR : Record du meeting (meet record) - NR : Record national (national record) - OR : Record olympique (olympic record) - PR : Record paralympique (paralympic record) - PB : Record personnel (personal best) - SB : Meilleure performance personnelle de la saison (season's best) - WL : Meilleure performance mondiale de l'année (world leader) - WJR : Record du monde junior (world junior record) - WR : Record du monde (world record) Circonstances et Conditions - DNF : N'a pas terminé (did not finish) - DNS : N'a pas pris le départ (did not start) - DQ : Disqualification (disqualification) - NM : Aucun essai valable enregistré (No Mark) - Q : Qualifié « directement » au prochain tour (ou à la prochaine compétition), lors d'une compétition majeure, grâce au classement ou à la réalisation des minima (automatic qualifier) - q : Qualifié au prochain tour (ou à la prochaine compétition), lors d'une compétition majeure, grâce au repêchage ou à la réalisation de l'une des meilleures performances parmi celles des « non qualifiés directement » (grâce au meilleur temps ou à la meilleure distance par exemple) (secondary qualifier) |                                                                                   |                                                                            |                                                                                            |

## Tableau des médailles
| Rang | Nation                    | Or | Argent | Bronze | Total |
| ---- | ------------------------- | -- | ------ | ------ | ----- |
| 1    | Algérie                   | 12 | 4      | 9      | 25    |
| 2    | Tunisie                   | 6  | 2      | 2      | 10    |
| 3    | Maroc                     | 5  | 3      | 6      | 14    |
| 4    | Ghana                     | 5  | 1      | 2      | 8     |
| 5    | Cameroun                  | 4  | 3      | 1      | 8     |
| 6    | Nigeria                   | 3  | 0      | 4      | 7     |
| 7    | Sénégal                   | 2  | 9      | 3      | 14    |
| 8    | Maurice                   | 2  | 2      | 0      | 4     |
| 9    | Afrique du Sud            | 1  | 5      | 0      | 6     |
| 10   | Égypte                    | 1  | 4      | 5      | 10    |
| 11   | Éthiopie                  | 1  | 3      | 2      | 6     |
| 12   | Madagascar                | 1  | 1      | 1      | 3     |
| 13=  | Kenya                     | 0  | 1      | 2      | 3     |
| 13=  | Seychelles                | 0  | 1      | 2      | 3     |
| 15   | République centrafricaine | 0  | 1      | 1      | 2     |
| 16   | Botswana                  | 0  | 1      | 0      | 1     |
| 17=  | Burkina Faso              | 0  | 0      | 1      | 1     |
| 17=  | Tchad                     | 0  | 0      | 1      | 1     |
| 17=  | Gabon                     | 0  | 0      | 1      | 1     |